# Ludwig Zimmeck
Ludwig Zimmeck (* 1994 in Leipzig) ist ein deutscher Schauspieler.

## Leben
Ludwig Zimmeck ist der ältere Bruder der Schauspielerin Henriette Zimmeck und war als Kind und Jugendlicher als Nachwuchsdarsteller aktiv. Zimmeck spielte 2002 im Fernsehfilm Tierärztin Dr. Mertens die Rolle des Jonas Mertens, die er auch in der gleichnamigen TV-Serie von 2006 bis 2010 spielte. Es folgte eine Rolle im Fernsehfilm Wink des Himmels. Seine erste Rolle in einem Kinofilm spielte er 2007 im Film Sieben Tage Sonntag. Es folgten danach noch diverse andere Auftritte in Filmen und Fernsehen.

## Filmografie
- 2003: Tierärztin Dr. Mertens (Spielfilm)
- 2003–2004: In aller Freundschaft (3 Folgen als Heiko Morell)
- 2004: Tatort – Der vierte Mann
- 2004: Tatort – Abseits (als Andreas Wolter)
- 2005: Wink des Himmels (als Moritz Sanddorn)
- 2005: SOKO Leipzig – Schatzsuche (als Max Gröner)
- 2005: Der zweite Blick
- 2006–2010: Tierärztin Dr. Mertens  (27 Folgen als Jonas Mertens)
- 2007: Sieben Tage Sonntag (als Florian)